# Xerez Club Deportivo "B"
El Xerez Club Deportivo "B" fue un club de fútbol de España de la ciudad de Jerez en España. Fue fundado en 1957 y jugaba en la Segunda Andaluza. Desapareció en 2015 con el fin de suprimir gastos debido a los problemas económicos que atravesaba el Xerez CD, y teniendo en cuenta el acuerdo de filialidad que firmó con el Xerez Balompié. En la temporada 2023/24, el Xerez CD retomó la iniciativa de la cantera azulina.

## Historia
El Xerez Club Deportivo "B" fue fundado en 1957 como Xerez Balompié pero no siendo filial del Xerez CD. Esto sucedió años más tarde, aunque aún no hay constancia de en qué momento exacto. Sin embargo en la temporada 68-69 el exjugador del Xerez CD, Betis y la Selección Española, Antonio Benítez saltó al primer equipo desde el filial, el cual ya entonces era el Xerez Balompié.
Años más tarde otro club jerezano llamado CD Plata, fundado en 1958 pasó a ser filial del Xerez CD. Lamentablemente no se tiene información de si fue una fusión con el Xerez Balompié o si este desapareció y el CD Plata ocupó su lugar. Así mismo tampoco se tiene constancia de en qué momento sucedió esto. Sin embargo en la temporada 71-72, Juan Garrido Valencia que jugó en el Xerez diez temporadas pasaba del CD Plata al Xerez CD.
A finales de los años '70 ningún jugador del filial pasa a las filas del primer equipo, en cambio si lo hacen del Xerez Juvenil, por lo que se desconoce si el segundo equipo había desaparecido o simplemente es que no había jugadores con nivel suficiente. Y ya no es hasta la temporada 83-84 en la que varios jugadores consiguen dar el salto al primer equipo desde el Xerez B.
De la historia reciente hay destacar el primer ascenso a categoría nacional en la temporada 04-05 en la que el los jugadores del Xerez B consiguen el subcampeonato de la Primera Andaluza y el ascenso a Tercera División.
En la temporada 2011/12 jugó los play-offs de ascenso a 3ª División, pero fue derrotado frente al Montilla C.F en los penaltis. En la siguiente temporada volvió a clasificarse para los play-offs como tercero, pero pese a ganar su eliminatoria contra la Peña Deportiva Rociera no consiguió el ascenso.
En la temporada 2013/14, debido a los problemas deportivos, institucionales y económicos que atraviesa el club, el filial acaba retirándose de la competición y descendiendo a Segunda Andaluza. La temporada 2014/15 fue la última para el Xerez B, que acabó descendiendo nuevamente y desapareciendo.
A finales de la temporada 2022/23, Juan Luis Gil anunció que el Xerez CD gestionaría su propia cantera, de esta manera el Xerez CD "B" volvería a competición para la temporada 2023/24, empezando en la 3ª división andaluza de Cádiz.
En la temporada 2024/25 el Xerez CD "B" logró el ascenso de categoría a la Segunda División Andaluza.

## Datos del club
- Temporadas en Segunda B: 0
- Temporadas en Tercera División: 3
- Temporadas en Primera Andaluza: 6
- Mayor goleada conseguida: 6-0 (Coria CF, 05-06)
- Mayor goleada encajada: 5-0 (CD San Fernando, 05-06)
- Mejor puesto en la liga: 7º (Tercera División de España, temporada 05-06)
- Peor puesto en la liga: 20º (Tercera División de España, temporada 07-08)